# Acanthodelta lenzi
Acanthodelta lenzi là một loài bướm đêm trong họ Noctuidae.